# Robert Finke
Robert Finke, noto anche come Bobby Finke (Tampa, 6 novembre 1999) è un nuotatore statunitense, vincitore di tre medaglie d'oro ai Giochi olimpici estivi e detentore del record del mondo nei 1500 metri stile libero con il crono di 14'30"67.

## Palmarès
- Giochi olimpici

Tokyo 2020: oro negli 800m sl e nei 1500m sl.
Parigi 2024: oro nei 1500m sl, argento negli 800m sl.
- Mondiali

Budapest 2022: oro negli 800m sl, argento nei 1500m sl.
Fukuoka 2023: argento nei 1500m sl, bronzo negli 800m sl.
Singapore 2025: bronzo nei 1500m sl.
- Campionati panpacifici

Tokyo 2018: bronzo nei 1500m sl.

## Riconoscimenti
- American Swimmer of the Year: 2022, 2024